# مورتال كومبات 2
مورتال كومبات 2 (بالإنجليزية: Mortal Kombat II)‏ ، هي لعبة فيديو من نوع لعبة قتال بين الخصمين، أنتجت سنة 1993م من قبل شركة ميدواي للألعاب، وتعمل لعدة أنظمة ألعاب فيديو، ومنها سيجا ميجا درايف وبلاي ستيشن و نظام دوس ونحو ذلك، وتعد مورتال كومبات 2 هي أقوى سلسلة ألعاب قتال بين الرأس والرأس في تاريخ ألعاب الفيديو على الإطلاق .

## لعبة المنافسة
بعد ختام لعبة مورتال كومبات الجزء الأول بهزيمة شانج تسونغ شيخ السحرة وأقوى شخصية في الجزء الأول، تبدأ الجزء الثاني الحاكم المتوحش يدعى شاوكان، ويجب على اللاعب ان يختار شخصيات محددة من مورتال كومبات 2 ليواجه المنافسين على البطولة مورتال كومبات وهي لعبة حياة أو موت، ومن ثم يقابل وحش له أربع أذرع وضخم الجثة يدعى كينتارو، والمرحلة الأخيرة يواجه خصمه الملك شاوكان.

## قصة اللعبة
```
بعد هزيمة شانغ تسونغ وفازت الأرض على العالم الخارجي ببطولة الشاولين (مورتال كومبات) ة بعد سنة بالتحديد اتت البطولة ولكن هذه المرة بالعالم الخارجي أي ان المتبارز سوف يقاتل شاوكان بالنهاية
```

## وصلات خارجية
- Mortal Kombat II at the قاعدة بيانات الأفلام على الإنترنت
- Mortal Kombat II at the القائمة القاتلة لألعاب الفيديو